# Turynka (gmina)
Turynka – dawna gmina wiejska w powiecie żółkiewskim województwa lwowskiego II Rzeczypospolitej (1934–1939), a także jednostka podziału administracyjnego Generalnego Gubernatorstwa w latach 1941–1944, wchodząca w skład dystryktu galicyjskiego. Siedzibą gminy była Turynka.
Gminę utworzono 1 sierpnia 1934 r. w ramach reformy na podstawie ustawy scaleniowej z dotychczasowych gmin wiejskich: Derewnia, Kulawa, Turynka i Wiązowa.
W latach 1939–1941 zniesiona, będąc okupowana przez ZSRR, gdzie nie funkcjonowały gminy zbiorowe (vide rejony wielkomostowski i żółkiewski).
W 1941 roku reaktywowana na skutek wojny niemiecko-radzieckiej, po zajęciu obszaru przez władze hitlerowskie. Gmina weszła w skład powiatu lwowskiego (Kreishauptmannschaft Lemberg), należącego do dystryktu Galicja w Generalnym Gubernatorstwie, gdzie została zmodyfikowana. Gminę powiększono o gromady Biesiady i Lubella, które przed wojną należały do (niereaktywowanej) gminy Butyny, o gromady Krasiczyn, Theodorshof i Żełdec, które przed wojną należały do (niereaktywowanej) gromady Dzibułki oraz o gromady Bojaniec, Kupiczwola i Weryny, które przed wojną należały do (reaktywowanej) gminy Mosty Wielkie. Obszar gminy Turynka zmniejszył się natomiast o gromadę Wiązowa na rzecz nowej gminy Żółkiew. Ludność gminy w 1943 roku wynosiła 13.927.
| Gminaw Landkreis Lemberg | Miejscowości / gromady                                                      | Gmina (II RP) | Powiat (II RP) | Rejon w ZSRR(1939–1941) |
| ------------------------ | --------------------------------------------------------------------------- | ------------- | -------------- | ----------------------- |
| Turynka                  | Krasiczyn, Theodorshof i Żełdec                                             | Dzibułki      | żółkiewski     | kulikowski              |
| Turynka                  | Biesiady i Lubella                                                          | Butyny        | żółkiewski     | wielkomostowski         |
| Turynka                  | Bojaniec, Kupiczwola i Weryny                                               | Mosty Wielkie | żółkiewski     | wielkomostowski         |
| Turynka                  | Derewnia, Kulawa i Turynka                                                  | Turynka       | żółkiewski     | wielkomostowski         |
| Żółkiew                  | Wiązowa                                                                     | Turynka       | żółkiewski     | żółkiewski              |
| Żółkiew                  | Macoszyn, Mokrotyn (z Mokrotynenm-Kolonią), Polany i Soposzyn               | Mokrotyn      | żółkiewski     | żółkiewski              |
| Żółkiew                  | Błyszczywody, Dzibułki, Nahorce, Przedrzymichy Małe i Przedrzymichy Wielkie | Dzibułki      | żółkiewski     | kulikowski              |
| Żółkiew                  | Smereków                                                                    | Nadycze       | żółkiewski     | kulikowski              |

Po II wojnie światowej obszar gminy został włączony do Ukraińskiej SRR.